# منفعت (فیلم)
منفعت (به انگلیسی: Paydirt) یک فیلم دلهره‌آور و جنایی آمریکایی محصول سال ۲۰۲۰ به نویسندگی و کارگردانی کریستین سسما با بازی لوک گاس و وال کیلمر است.
این فیلم دارای امتیاز ۲۰٪ از ۱۰۰ در راتن تومیتوز است.

## داستان
خلافکاری در حین آزادی مشروطش با تیم قدیمی‌اش همراه می‌شود تا کیسه پول دفن شده‌ای را پیدا کنند اما…